# Lungo viaggio verso la notte
Lungo viaggio verso la notte (Long Day's Journey into Night), talvolta tradotto come Lunga giornata verso la notte, è un'opera teatrale del drammaturgo statunitense Eugene O’Neill, vincitrice del prestigioso Premio Pulitzer per la drammaturgia nel 1957. Oltre ad essere considerato il capolavoro di O'Neill, Lungo viaggio verso la notte è considerato uno dei massimi capolavori del teatro statunitense del XX secolo insieme con Morte di un commesso viaggiatore di Arthur Miller e Un tram che si chiama Desiderio di Tennessee Williams. Tra il 1941 ed il 1943 O'Neill scrisse anche un seguito del dramma, Una luna per i bastardi, andato in scena per la prima volta nel 1947.
Il dramma, ambientato nella casa nel Connecticut dei Tyrone nell'agosto 1912, si svolge nell'arco dell'intera giornata e affronta i temi della dipendenza, nostalgia, disperazione e senso di colpa in questa famiglia disfunzionale.

## Trama

### Primo atto
Connecticut, agosto 1912. James Tyrone è un attore di sessantacinque anni noto soprattutto per la sua grande interpretazione nello stesso ruolo per molti anni, tanto da venire identificato dal pubblico solo in quanto interprete di quel ruolo; James è infastidito da questo fatto e sente di aver sprecato il proprio talento in un dramma mediocre invece di diventare il grande interprete shakespeariano che crede che sarebbe potuto diventare. Oltre all'amarezza per le possibilità sprecate, James è anche preoccupato per la situazione economica sempre meno stabile della propria famiglia.
Sua moglie Mary, più giovane di undici anni, è appena tornata dalla clinica in cui è stata curata dalla sua dipendenza per la morfina: la cura, però, l'ha fatta ingrassare e l'ha resa ansiosa e irritabile, oltre a farla soffrire d'insonnia. Una notte Edmund, il figlio più giovane, la sente entrare nella camera da letto in cui era solita nascondere le proprie scorte di morfina e, temendo che la madre abbia ricominciato a drogarsi, la affronta apertamente sull'argomento, ma Mary risponde di essere semplicemente andata a dormire in quella stanza per sfuggire al russare del marito.
Anche Edmund ha dei problemi: è da molto tempo che tossisce in continuazione e i genitori sospettano che si possa trattare di tubercolosi. Edmund è stato visitato a tal proposito e l'esito dovrebbe arrivare a giorni e questa situazione spinge Mary in uno stato ancora più ansioso del solito. Edmund è più preoccupato per la madre che per se stesso, temendo che la donna possa usare lo stress come scusa per ricominciare a drogarsi, ma Mary lo rassicura ancora una volta e gli fa promettere di non preoccuparsi per lei.

### Secondo atto
Edmund e Jamie, il fratello maggiore, parlano della possibilità di sottrarre al padre i suoi alcolici e restituirglieli annacquati; entrambi sono preoccupati per Mary: Edmund accusa Jamie di essere troppo sospettoso, Jamie ritiene che Edmund presti poca attenzione alla madre. Dopo aver parlato della dipendenza di Mary e della fragile salute di Edmund, i due uomini sono interrotti dall'arrivo della madre. Mary è preoccupata per la tosse di Edmund e accusa Jamie di essere troppo cinico (il primogenito aveva cercato di capire come mai lei fosse rimasta così a lungo da sola al piano di sopra). Jamie ammette le sue mancanze e riconosce che se ha qualche successo come attore è solamente per merito del nome del padre.
Mary comincia a parlare con tristezza della decadente casa di campagna a cui tutto il loro patrimonio è vincolato e i due fratelli temono che la malinconia possa incoraggiarla a prendere nuovamente la morfina. Edmund, in particolare, è molto preoccupato sia per la madre che per sé stesso e, come Mary, tollera malvolentieri le frecciatine di Jamie.
All'improvviso Mary si irrita con il primogenito e gli chiede come mai stia continuando a fissarla e lui risponde che lei sa perché: la madre ha gli occhi vitrei.

### Terzo atto
Mary e Cathleen, la giovane cameriera, sono appena tornate a casa dalla farmacia, dove hanno la morfina per Mary; la donna non vuole restare da sola e costringe Cathleen a restare con lei, mentre parla ininterrottamente di argomenti come il suo amore per la nebbia e le preoccupazioni del marito per i soldi. Racconta anche del suo passato da cattolica, da aspirante suora e come giovane promessa del pianoforte, mentre diventa sempre più evidente che ha già assunto della morfina. Mente a Cathleen e le racconta che prende la morfina solo per lenire il suo dolore alla mani.
Dopo che Mary si è addormentata a causa degli oppiacei, Cathleen va in cucina a preparare la cena e quando Mary si risveglia comincia a parlare di quanto fosse migliore la sua vita prima di conoscere il marito. Quando si rende conto che le sue preghiere non vengono ascoltate dalla Vergine, Mary decide di andare di sopra a prendere altra morfina, ma in quel momento James e Edmund tornato a casa ubriachi. Anche se alticci, i due si accorgono che la donna è drogata, nonostante gli sforzi di Mary per sembrare pulita. Quando poi il marito le rileva che Jamie ha deciso di non tornare a casa ma di restare fuori ad ubriacarsi per poi andare in un bordello, Mary si infuria e accusa il marito di aver rovinato il figlio, imputando l'alcolismo degli uomini della sua famiglia al sangue irlandese del marito. James e Mary si riappacificano e mentre il capo famiglia scende in cantina per prendere una bottiglia di whisky, Edmund e la madre parlano: il ragazzo ha ricevuto i risultati delle analisi e ha scoperto di avere effettivamente la tubercolosi.
Mary si rifiuta di crederci e accusa il Dottor Hardy di essere un incapace e il figlio di usare uno squallido trucco per aver tutte le attenzioni su di sé; Edmund risponde dicendo che anche il padre di Mary era morto di tubercolosi e che non è facile avere una drogata come madre. Rimasta sola, Mary vorrebbe prendere altra morfina e spera di morire accidentalmente di overdose (sa che se si procurasse un'overdose di proposito la Madonna non la perdonerebbe mai). Quando James torna in salotto fa notare alla moglie che Jamie ha provato a scassinare l'armadietto dei liquori, ma la donna non lo ascolta: confida al marito i suoi timori per la salute di Edmund e sostiene che il ragazzo non la ami perché è una drogata. James la vorrebbe consolare, ma Mary è inarrestabile nel suo pentimento di aver concepito Edmund, un bambino nato come rimpiazzo per un altro figlio (Eugene) morto a due anni.
Cathleen torna dalla cucina e annuncia la cena, che Mary declina accusando un po' di stanchezza. James si dirige da solo in sala da pranzo, consapevole che la moglie userà la scusa di andare a stendersi per qualche minuto per andare a drogarsi.

### Atto quarto
A mezzanotte Edmund torna a casa e vede il padre giocare a solitario. I due parlano, litigano, bevono e raggiungono alla fine un momento di intimità. Dopo aver discusso su quale sanatorio sia il migliore per il figlio, James confessa il suo pentimento per aver svenduto il proprio talento per denaro e Edmund gli rivela il suo sogno di diventare un grande scrittore. Quando I due sentono Jamie entrare in casa James decide di ritirarsi per evitare una lite. Jamie è sorpreso che il padre abbia accettato di mandare il figlio in una struttura privata invece che nello squallido sanatorio statale, ma turba Edmund confessandogli di essergli tanto affezionato quanto invidioso, e che - inconsciamente - farà il possibile per portarlo sulla strada dell'autodistruzione, com'è successo a lui. Jamie sviene e quando rinviene litiga nuovamente con il padre, ma la loro lite è interrotta dall'arrivo di Mary: la donna, in preda alle allucinazioni indotte dalla morfina, è venuta in salotto con il suo abito da sposa, si inginocchia e comincia a ricordare com'è cominciata la storia con James, sotto gli sguardi attoniti dei figli e del marito.

## Origine
Lungo viaggio verso la notte è la più autobiografica delle opere di O'Neill e pur avendone completato la stesura nel 1942, quando consegnò il manoscritto alla casa editrice Random House il drammaturgo espresse la volontà che il testo non venisse pubblicato o messo in scena per almeno venticinque anni dopo la sua morte. L'accordo fu formalizzato con un contratto nel 1945, ma dopo la morte dello scrittore (avvenuta nel 1953), Carlotta Monterey (terza moglie e vedova di O'Neill, oltre che dedicataria dell'opera) trasferì i diritti dell'opera all'Università di Yale e in questo modo riuscì a raggirare il vincolo contrattuale con la Random House. Lungo viaggio verso la notte debuttò sulle scene nel 1956, tre anni dopo la morte del proprio autore, e vinse il Premio Pulitzer per la drammaturgia: il quarto per O'Neill ed il primo postumo nella storia del premio.

## Aspetti autobiografici
È possibile tracciare diversi parallelismi tra la vicenda biografica di Eugene O'Neill e quella drammatizzata dell'opera teatrale. Innanzitutto, la casa dei Tyrone è una versione romanzata della casa della famiglia O'Neill, Monte Cristo Cottage, a New London nel Connecticut. Il nome "Tyrone" è il nome della contea che Enrico VIII d'Inghilterra donò a Conn O'Neill nel 1542 e il nome della madre della famiglia Tyrone è Mary, proprio come la madre di Eugene O'Neill, Mary Ellen "Ella" Quinlan; inoltre, tutti i membri della famiglia O'Neill avevano la stessa età dei personaggi del dramma nel 1912.
Come James Tyrone, James O'Neill fu un attore di successo nella sua giovinezza noto soprattutto per la sua interpretazione nei panni del protagonista in una fortunata riduzione teatrale del Conte di Montecristo, una performance che portò in scena per più di seimila repliche; come il protagonista del dramma, anche Jame O'Neill finì con l'essere noto al grande pubblico per una singola interpretazione e ciò danneggiò la sua carriera.
E ancora: Eugene O'Neill soffrì di tubercolosi come Edmund e fu internato in un sanatorio nel 1912 e 1913, suo fratello Jamie era un alcolizzato come il suo omonimo del dramma e la madre Mary aveva vissuto una giovinezza cattolica presso il Saint Mary's College di Notre Dame, Indiana.

## Rappresentazioni

### Debutto internazionale
Lungo viaggio verso la notte (Lång dags färd mot natt) debuttò il 2 febbraio 1956 al Royal Dramatic Theatre di Stoccolma con la regia di Bengt Ekerot ed un cast composto da Lars Hanson (James Tyrone), Inga Tidblad (Mary Tyrone), Ulf Palme (James Tyrone, Jr.), Jarl Kulle (Edmund Tyrone) e Catrin Westerlund (Cathleen). Il dramma si rivelò un grande successo di critica e di pubblico.
Il debutto a Broadway del Lungo viaggio avvenne il 6 novembre 1956 presso l'Helen Hayes Theatre e José Quintero diresse Fredric March (James Tyrone), Florence Eldridge (Mary Tyrone), Jason Robards, Jr. (“Jamie” Tyrone), Bradford Dillman (Edmund) e Katharine Ross (Cathleen) nei ruoli principali del dramma. La produzione fu un successo e rimase in scena per 390 repliche fino al 29 marzo 1958; il dramma vinse il Tony Award, Outer Critics Circle, New York Drama Critics' Circle Award e Premio Pulitzer per la migliore nuova opera teatrale e anche gli attori ricevetterono grandi apprezzamenti dalla critica.
Nella primavera del 1957 Renzo Ricci diresse ed interpretò la prima produzione italiana di Lungo viaggio verso la notte al Teatro Valle di Roma con Eva Magni nel ruolo di Mary Tyrone; per la sua interpretazione nel ruolo di Jame Tyrone Renzo Ricci si aggiudicò il Premio San Genesio al miglior attore.
La prima britannica dell'opera andò in scena ad Edimburgo nel 1958 prima di essere trasferita al Globe Theatre (il futuro Gielgud Theatre) di Londra; Quintero, già regista della produzione di Broadway, curò la regia anche di questa edizione, interpretata da Anthony Quayle (James), Gwen Ffrangcon Davies (Mary), Ian Bannen (Jamie), Alan Bates (Edmund) ed Etain O'Dell (Cathleen).

### Altre produzioni
- Atlanta, Memorial Art Center, 1970: Robert Foxworth (James), Gerald Richards (Jamie), Jo Van Fleet (Mary). Regia di Michael Howard.
- Broadway, New York, 1971: Robert Ryan (James), Geraldine Fitzgerald (Mary), Stacy Keach (Jamie), James Naughton (Edmund) e Paddy Croft (Cathleen). Regia di Arvin Brown.[7]
- Londra, Royal National Theatre, 1971: Laurence Olivier (James), Constance Cummings (Mary), Denis Quilley (Jamie), Ronald Pickup (Edmund) e Jo Maxwell-Muller (Cathleen). Regia di Michael Blakemore
- Brooklyn Academy of Music, Brooklyn, 1976: Jason Robards, Jr. (James), Zoe Caldwell (Mary), Kevin Conway (Jamie), Michael Moriarty (Edmund) e Lindsay Crouse (Cathleen). Regia di Jason Robards, Jr.
- Broadway, New York, 1986: Jack Lemmon (James), Bethel Leslie (Mary), Kevin Spacey (Jamie), Peter Gallagher (Edmund) e Jodie Lynne McClintock (Cathleen). Regia di Jonathan Miller.[8]
- Haymarket Theatre, Londra, 1986: Jack Lemmon (James), Prunella Scales (Mary), Kevin Spacey (Jamie), Peter Gallagher (Edmund) e Jodie Lynne McClintock (Cathleen). Regia di Jonathan Miller.
- Broadway, New York, 1988:Jason Robards (James), Colleen Dewhurst (Mary), Jamey Sheridan (Jamie), Campbell Scott (Edmund) e Jane Macfie (Cathleen). Regia di José Quintero.[9]
- Royal Dramatic Theatre, Stoccolma, 1988: Jarl Kulle (James), Bibi Andersson (Mary), Thommy Berggren (Jamie), Peter Stormare (Edmund) e Kicki Bramberg (Cathleen). Regia di Ingmar Bergman.
- Italia, 1989: Anna Proclemer (Mary), Gabriele Ferzetti (James), Carlo Simoni (Jamie) e Claudio Bigagli (Edmund). Regia di Mario Missiroli.
- Londra, Royal National Theatre, 1991: Timothy West (James), Prunella Scales (Mary), Seán McGinley (Jamie), Stephen Dillane (Edmund), Geraldine Fitzgerald (Cathleen). Regia di Howard Davies.
- Stratford, Ontario, 1994: William Hutt (James), Martha Henry (Mary), Peter Donaldson (Jamie), Tom McCamus (Edmund), Martha Burns (Cathleen) Regia di Diana Leblanc.
- Theatre Royal, Plymouth; Londra, Young Vic, 1996: Richard Johnson (James), Penelope Wilton (Mary), Niamh Linehan (Cathleen), Mark Lambert (Jamie) e Paul Rhys (Edmund). Regia di Laurence Boswell.
- Londra, Lyric Theatre, 2000: Jessica Lange (Mary), Charles Dance (James), Paul Rudd (Jamie), Paul Nicholls (Edmund), Olivia Colman (Cathleen).
- Broadway, New York, 2003: Brian Dennehy (James), Vanessa Redgrave (Mary), Philip Seymour Hoffman (Jamie), Robert Sean Leonard (Edmund), Fiana Toibin (Cathleen). Regia di Robert Falls.[10]
- Galway, 2007: James Cromwell (James), Marie Mullen (Mary), Aidan Kelly (Jamie), Michael Esper (Edmund), Maude Fahy (Cathleen). Regia di Garry Hynes.
- Milano, 2007, Teatro Filodrammatici: Marco Balbi (James), Nicola Stravalaci (Jamie), Emiliano Masala (Edmund, premio UBU attore emergente), Claudia Giannotti (Cathleen).  Regia di Carmelo Rifici
- Roma, Teatro Eliseo, 2007: Remo Girone (James), Anna Maria Guarnieri (Mary), Luca Lazzareschi, Daniele Salvo. Regia di Piero Maccarinelli, traduzione di Masolino D'Amico.[11]
- Londra, Apollo Theatre, 2011: David Suchet (James Tyrone), Laurie Metcalf (Mary Tyrone), Trevor White (Jamie Tyrone), Kyle Soller (Edmund Tyrone), Rosie Sansom (Cathleen). Regia di Anthony Page
- Bristol, Old Vic, 2016: Jeremy Irons (James Tyrone), Lesley Manville (Mary Tyrone), Hadley Fraser (Jamie Tyrone). Regia di Richard Eyre.[12]
- Broadway, New York, 2016: Jessica Lange (Mary Tyrone), Gabriel Byrne (James Tyrone), John Gallagher Jr. (Edmund Tyrone), Michael Shannon (Jamie Tyrone), Colby Minifie (Cathleen). Regia di Jonathan Kent.[13]
- Los Angeles, Geffen Playhouse, 2017: Jane Kaczmarek (Mary Tyrone), Alfred Molina (James Tyrone), Angela Goethals (Cathleen). Regia di Jeanie Hackett.
- Milano, Teatro Menotti, 2018: Arturo Cirillo (Jame Tyrone), Milvia Marigliano (Mary Tyrone), Rosario Lisma, Riccardo Buffonini. Regia di Arturo Cirillo
- Londra, Wyndham's Theatre, 2018: Jeremy Irons (James Tyrone), Lesley Manville (Mary Tyrone), Rory Keenan (Jamie), Matthew Beard (Edmund). Regia di Richard Eyre.[14]
- Londra, Wyndham's Theatre, 2024: Brian Cox (James Tyrone), Patricia Clarkson (Mary Tyrone), Daryl McCormack (Jamie), Laurie Kynaston (Edmund), Louisa Harland (Cathleen). Regia di Jeremy Herrin.
- Spoleto, Teatro Nuovo Gian Carlo Menotti, 18/02/2025, produzione Effimera - Fondazione Teatro della Toscana. Gabriele Lavia (James), Federica Di Martino (Mary), Jacopo Venturiero (Jamie), Ian Gualdani (Edmund), Beatrice Ceccherini (Cathleen). Regia di Gabriele Lavia.

## Adattamento cinematografico
Nel 1962 Sidney Lumet ha diretto il primo adattamento cinematografico del dramma con il titolo Il lungo viaggio verso la notte. Facevano parte del cast Katharine Hepburn, Ralph Richardson, Dean Stockwell e Jason Robards e per la sua interpretazione la Hepburn fu candidata all'Oscar alla miglior attrice.